# Lyonetia carcinota
Lyonetia carcinota là một loài bướm đêm thuộc họ Lyonetiidae. Nó được tìm thấy ở Mauritius.